# (400390) 2008 AH
(400390) 2008 AH es un asteroide perteneciente al cinturón de asteroides descubierto el 14 de diciembre de 2007 por el equipo del Mount Lemmon Survey desde el Observatorio del Monte Lemmon, Arizona, Estados Unidos.

## Designación y nombre
Designado provisionalmente como 2008 AH.

## Características orbitales
2008 AH está situado a una distancia media del Sol de 2,617 ua, pudiendo alejarse hasta 2,768 ua y acercarse hasta 2,465 ua. Su excentricidad es 0,057 y la inclinación orbital 14,26 grados. Emplea 1546,39 días en completar una órbita alrededor del Sol.

## Características físicas
La magnitud absoluta de 2008 AH es 16,1. 